# 金哲柱 (国会議員)
金 哲柱（キム・チョルジュ、朝鮮語: 김철주、1901年1月25日 - 没年不詳）は、大韓民国の医師、教員、政治家、社会事業家。第3代韓国国会議員。

## 経歴
全羅南道麗川郡（現・麗水市）出身。ソウル中東中学校、日本大学師範科卒。莞島中学校教員、光州農業実習学校長を歴任した後に全羅南道の医師試験に合格した。その後は韓国キリスト教青年会総務、麗水・麗川郡郡守を経て、全羅南道三日保健診療所長を務めた。麗水華井医院を開業したほか、麗水愛養園長を務めた。1954年の第3代総選挙では麗川郡選挙区から無所属で出馬し当選し、その後は自由党に入党した。